# Down with the Sickness
Down With the Sickness – trzeci singel amerykańskiej, Nu metalowej grupy Disturbed.

## Lista utworów
1. "Down with the Sickness" – 4:38